# Az NSZK az 1968. évi téli olimpiai játékokon
Az NSZK a franciaországi Grenoble-ban megrendezett 1968. évi téli olimpiai játékok egyik részt vevő nemzete volt. Az országot az olimpián 10 sportágban 87 sportoló képviselte, akik összesen 7 érmet szereztek. Az NSZK önálló csapattal és ezen a néven  – az 1952-es szereplése még Németország néven volt – először vett részt a téli olimpiai játékokon.

## Érmesek
| Érem  | Versenyző                         | Sportág          | Versenyszám  |
| ----- | --------------------------------- | ---------------- | ------------ |
| Arany | Franz Keller                      | Északi összetett | Egyéni       |
| Arany | Erhard Keller                     | Gyorskorcsolya   | Férfi 500 m  |
| Ezüst | Horst Floth Pepi Bader            | Bob              | Férfi kettes |
| Ezüst | Christa Schmuck                   | Szánkó           | Női egyes    |
| Bronz | Margot Glockshuber Wolfgang Danne | Műkorcsolya      | Páros        |
| Bronz | Angelika Dünhaupt                 | Szánkó           | Női egyes    |
| Bronz | Wolfgang Winkler Fritz Nachmann   | Szánkó           | Kettes       |

## Alpesisí
Férfi
| Versenyző         | Versenyszám      | Selejtező | Selejtező | Selejtező | Selejtező | Döntő    | Döntő    | Döntő    | Döntő    | Döntő      | Döntő      |
| Versenyző         | Versenyszám      | 1. futam  | 1. futam  | 2. futam  | 2. futam  | 1. futam | 1. futam | 2. futam | 2. futam | Összesítés | Összesítés |
| Versenyző         | Versenyszám      | Idő       | Hely.     | Idő       | Hely.     | Idő      | Hely.    | Idő      | Hely.    | Idő        | Helyezés   |
| ----------------- | ---------------- | --------- | --------- | --------- | --------- | -------- | -------- | -------- | -------- | ---------- | ---------- |
| Dieter Fersch     | Lesiklás         |           |           |           |           |          |          |          |          | 2:03,41    | 19.        |
| Alfred Hagn       | Műlesiklás       | 54,04     | 3.        | 55,43     | 1.        | 52,95    | 30.      | 51,70    | 13.      | 1:44,65    | 16.        |
| Sepp Heckelmiller | Óriás-műlesiklás |           |           |           |           | 1:48,25  | 26.      | 1:50,70  | 20.      | 3:38,95    | 24.        |
| Luggi Leitner     | Lesiklás         |           |           |           |           |          |          |          |          | 2:02,54    | 12.        |
| Luggi Leitner     | Műlesiklás       | 55,34     | 3.        | 53,47     | 1.        | 50,89    | 14.      | 52,61    | 19.      | 1:43,50    | 12.        |
| Luggi Leitner     | Óriás-műlesiklás |           |           |           |           | 1:47,64  | 24.      | 1:51,21  | 27.      | 3:38,85    | 23.        |
| Willi Lesch       | Műlesiklás       | 52,07     | 2.        |           |           | 51,28    | 16.      | kizárták | kizárták | kiesett    | kiesett    |
| Willi Lesch       | Óriás-műlesiklás |           |           |           |           | 1:47,48  | 21.      | 1:51,35  | 30.      | 3:38,83    | 22.        |
| Gerhard Prinzing  | Lesiklás         |           |           |           |           |          |          |          |          | 2:02,10    | 7.         |
| Gerhard Prinzing  | Óriás-műlesiklás |           |           |           |           | kizárták | kizárták | kiesett  | kiesett  | kiesett    | kiesett    |
| Max Rieger        | Műlesiklás       | 54,20     | 3.        | 54,52     | 1.        | 53,81    | 35.      | 51,57    | 12.      | 1:45,38    | 20.        |
| Franz Vogler      | Lesiklás         |           |           |           |           |          |          |          |          | 2:02,94    | 15.        |

Női
| Versenyző           | Versenyszám      | 1. futam | 1. futam | 2. futam | 2. futam | Összesítés | Összesítés |
| Versenyző           | Versenyszám      | Idő      | Hely.    | Idő      | Hely.    | Idő        | Helyezés   |
| ------------------- | ---------------- | -------- | -------- | -------- | -------- | ---------- | ---------- |
| Burgl Färbinger     | Lesiklás         |          |          |          |          | 1:44,29    | 14.        |
| Burgl Färbinger     | Műlesiklás       | 42,70    | 8.       | 46,20    | 6.       | 1:28,90    | 6.         |
| Burgl Färbinger     | Óriás-műlesiklás |          |          |          |          | 1:57,20    | 10.        |
| Margret Hafen       | Lesiklás         |          |          |          |          | 1:45,33    | 19.        |
| Margret Hafen       | Óriás-műlesiklás |          |          |          |          | 1:58,47    | 18.        |
| Christl Hintermaier | Műlesiklás       | 44,67    | 18.      | 49,95    | 18.      | 1:34,62    | 16.        |
| Christine Laprell   | Lesiklás         |          |          |          |          | 1:47,62    | 24.        |
| Christine Laprell   | Műlesiklás       | 42,94    | 10.      | 48,31    | 11.      | 1:31,25    | 10.        |
| Christine Laprell   | Óriás-műlesiklás |          |          |          |          | 1:58,12    | 15.        |
| Rosi Mittermaier    | Lesiklás         |          |          |          |          | 1:47,73    | 25.        |
| Rosi Mittermaier    | Műlesiklás       | 42,90    | 9.       | kizárták | kizárták | kiesett    | kiesett    |
| Rosi Mittermaier    | Óriás-műlesiklás |          |          |          |          | 1:58,75    | 20.        |

## Biatlon
| Versenyző                                                 | Versenyszám      | Lövőhiba | Időeredmény | Helyezés |
| --------------------------------------------------------- | ---------------- | -------- | ----------- | -------- |
| Gerhard Gehring                                           | 20 km egyéni     | 8        | 1:28:26,8   | 32.      |
| Herbert Hindelang                                         | 20 km egyéni     | 10       | 1:31:48,5   | 41.      |
| Xaver Kraus                                               | 20 km egyéni     | 12       | 1:30:40,2   | 39.      |
| Theo Merkel                                               | 20 km egyéni     | 4        | 1:22:10,5   | 12.      |
| Herbert Hindelang Theo Merkel Xaver Kraus Gerhard Gehring | 4 × 7,5 km váltó | 6        | 2:29:56,6   | 9.       |

## Bob
| Versenyző                                                           | Versenyszám | 1. futam | 1. futam | 2. futam | 2. futam | 3. futam | 3. futam | 4. futam | 4. futam | Összesítés | Összesítés |
| Versenyző                                                           | Versenyszám | Idő      | Hely.    | Idő      | Hely.    | Idő      | Hely.    | Idő      | Hely.    | Idő        | Helyezés   |
| ------------------------------------------------------------------- | ----------- | -------- | -------- | -------- | -------- | -------- | -------- | -------- | -------- | ---------- | ---------- |
| Horst Floth Pepi Bader                                              | Kettes      | 1:10,76  | 5.       | 1:10,43  | 1.       | 1:10,20  | 1.       | 1:10,15  | 2.       | 4:41,54    |            |
| Wolfgang Zimmerer Peter Utzschneider                                | Kettes      | 1:12,36  | 15.*     | 1:11,94  | 8.       | 1:10,77  | 4.       | 1:11,33  | 4.*      | 4:46,40    | 7.         |
| Horst Floth Willi Schäfer Frank Lange Pepi Bader                    | Négyes      | 1:10,49  | 5.       | 1:07,84  | 5.       |          |          |          |          | 2:18,33    | 5.         |
| Wolfgang Zimmerer Stefan Gaisreiter Hans Baumann Peter Utzschneider | Négyes      | 1:11,12  | 13.      | 1:08,35  | 8.       |          |          |          |          | 2:19,47    | 9.         |

* - egy másik csapattal azonos eredményt ért el

## Északi összetett
| Versenyző       | Síugrás  | Síugrás  | Síugrás  | Síugrás  | Síugrás  | Síugrás  | Síugrás | Síugrás | Sífutás | Sífutás | Sífutás | Összesítés | Összesítés |
| Versenyző       | 1. ugrás | 1. ugrás | 2. ugrás | 2. ugrás | 3. ugrás | 3. ugrás | Össz.   | Össz.   | Sífutás | Sífutás | Sífutás | Összesítés | Összesítés |
| Versenyző       | Távolság | Pont     | Távolság | Pont     | Távolság | Pont     | Pont    | Hely.   | Idő     | Pont    | Hely.   | Pont       | Helyezés   |
| --------------- | -------- | -------- | -------- | -------- | -------- | -------- | ------- | ------- | ------- | ------- | ------- | ---------- | ---------- |
| Franz Keller    | 73,0     | 118,1    | 77,5     | 122,0    | 77,0     | (81,3)   | 240,1   | 1.      | 50:45,2 | 208,94  | 13.     | 449,04     |            |
| Günther Naumann | 67,5     | 95,4     | 69,5     | 94,6     | 68,5     | (92,3)   | 190,0   | 28.     | 49:48,5 | 220,89  | 5.      | 410,89     | 14.        |
| Hans Rudhardt   | 71,0     | 96,7     | 71,5     | (95,7)   | 72,5     | 98,7     | 195,4   | 22.     | 53:15,3 | 179,34  | 28.     | 374,74     | 29.        |
| Alfred Winkler  | 67,0     | (88,9)   | 71,5     | 98,6     | 71,0     | 94,2     | 192,8   | 25.     | 52:26,0 | 188,79  | 24.     | 381,59     | 25.        |

## Gyorskorcsolya
Férfi
| Versenyző       | Versenyszám | Eredmény | Helyezés |
| --------------- | ----------- | -------- | -------- |
| Herbert Höfl    | 500 m       | 41,0     | 11.*     |
| Erhard Keller   | 500 m       | 40,3     |          |
| Günter Traub    | 500 m       | 42,5     | 31.*     |
| Günter Traub    | 1500 m      | 2:07,7   | 15.      |
| Günter Traub    | 5000 m      | 7:40,4   | 13.      |
| Günter Traub    | 10 000 m    | 16:01,3  | 11.      |
| Jürgen Traub    | 1500 m      | 2:10,2   | 22.      |
| Jürgen Traub    | 5000 m      | 7:55,3   | 20.      |
| Jürgen Traub    | 10 000 m    | 16:33,8  | 18.      |
| Gerd Zimmermann | 500 m       | 41,5     | 19.*     |

Női
| Versenyző           | Versenyszám | Eredmény | Helyezés |
| ------------------- | ----------- | -------- | -------- |
| Paula Dufter        | 1500 m      | 2:45,2   | 30.      |
| Paula Dufter        | 3000 m      | 5:27,0   | 19.      |
| Evi Sappl           | 500 m       | 47,4     | 12.*     |
| Evi Sappl           | 1000 m      | 1:37,4   | 17.*     |
| Hildegard Sellhuber | 500 m       | 48,4     | 21.      |
| Hildegard Sellhuber | 1000 m      | 1:37,2   | 16.      |
| Hildegard Sellhuber | 1500 m      | 2:27,5   | 9.*      |

* - egy másik versenyzővel azonos eredményt ért el

## Jégkorong
| Nyugatnémet férfi jégkorongcsapat-játékoskeret                                             | Nyugatnémet férfi jégkorongcsapat-játékoskeret                                        | Nyugatnémet férfi jégkorongcsapat-játékoskeret                                                        |
| ------------------------------------------------------------------------------------------ | ------------------------------------------------------------------------------------- | --- |
| - Heinz Bader - Lorenz Funk - Manfred Gmeiner - Gustav Hanig - Günther Knauss - Ernst Köpf | - Bernd Kuhn - Peter Lax - Horst Meindl - Josef Reif - Hans Schichtl - Alois Schloder | - Otto Schneitberger - Sepp Schramm - Josef Völk - Leonhard Waitl - Heinz Weisenbach - Rudolf Thanner |

### Eredmények
Selejtező
| 1968. február 4. | NSZK (FRG) | 7 – 0 (1–0, 3–0, 3–0) | Románia | Grenoble |

|  |  |  |  |  |
|  |  |  |  |  |
|  |  |  |  |  |
|  |  |  |  |  |

Döntő csoportkör
| 1968. február 6. | Kanada (CAN) | 6 – 1 (0–0, 4–1, 2–0) | NSZK | Grenoble |

|  |  |  |  |  |
|  |  |  |  |  |
|  |  |  |  |  |
|  |  |  |  |  |

| 1968. február 8. | Csehszlovákia (TCH) | 5 – 1 (1–0, 2–0, 2–1) | NSZK | Grenoble |

|  |  |  |  |  |
|  |  |  |  |  |
|  |  |  |  |  |
|  |  |  |  |  |

| 1968. február 9. | Svédország (SWE) | 5 – 4 (4–3, 0–0, 1–1) | NSZK | Grenoble |

|  |  |  |  |  |
|  |  |  |  |  |
|  |  |  |  |  |
|  |  |  |  |  |

| 1968. február 11. | Szovjetunió (URS) | 9 – 1 (4–1, 4–0, 1–0) | NSZK | Grenoble |

|  |  |  |  |  |
|  |  |  |  |  |
|  |  |  |  |  |
|  |  |  |  |  |

| 1968. február 12. | Egyesült Államok (USA) | 8 – 1 (2–1, 4–0, 2–0) | NSZK | Grenoble |

|  |  |  |  |  |
|  |  |  |  |  |
|  |  |  |  |  |
|  |  |  |  |  |

| 1968. február 16. | Finnország (FIN) | 4 – 1 (2–1, 1–0, 0–1) | NSZK | Grenoble |

|  |  |  |  |  |
|  |  |  |  |  |
|  |  |  |  |  |
|  |  |  |  |  |

| 1968. február 17. | NDK (GDR) | 2 – 4 (0–1, 1–2, 1–1) | NSZK | Grenoble |

|  |  |  |  |  |
|  |  |  |  |  |
|  |  |  |  |  |
|  |  |  |  |  |

Végeredmény
| Csapat           | M | Gy | D | V | G+ | G– | Gk  | P  |
| ---------------- | - | -- | - | - | -- | -- | --- | -- |
| Szovjetunió      | 7 | 6  | 0 | 1 | 48 | 10 | +38 | 12 |
| Csehszlovákia    | 7 | 5  | 1 | 1 | 33 | 17 | +16 | 11 |
| Kanada           | 7 | 5  | 0 | 2 | 28 | 15 | +13 | 10 |
| Svédország       | 7 | 4  | 1 | 2 | 23 | 18 | +5  | 9  |
| Finnország       | 7 | 3  | 1 | 3 | 17 | 23 | –6  | 7  |
| Egyesült Államok | 7 | 2  | 1 | 4 | 23 | 28 | –5  | 5  |
| NSZK             | 7 | 1  | 0 | 6 | 13 | 39 | –26 | 2  |
| NDK              | 7 | 0  | 0 | 7 | 13 | 48 | –35 | 0  |

| Csapat | Helyezés |
| ------ | -------- |
| NSZK   | 7.       |

## Műkorcsolya
| Versenyző                           | Versenyszám  | Kötelező elemek   | Kötelező elemek | Kűr               | Kűr   | Összesítés                     | Összesítés                     | Összesítés                     | Összesítés                     | Összesítés                     | Összesítés                     | Összesítés                     | Összesítés                     | Összesítés                     | Összesítés        | Összesítés        | Összesítés  | Összesítés | Összesítés |
| Versenyző                           | Versenyszám  | Kötelező elemek   | Kötelező elemek | Kűr               | Kűr   | Helyezési pontszámok bírónként | Helyezési pontszámok bírónként | Helyezési pontszámok bírónként | Helyezési pontszámok bírónként | Helyezési pontszámok bírónként | Helyezési pontszámok bírónként | Helyezési pontszámok bírónként | Helyezési pontszámok bírónként | Helyezési pontszámok bírónként | Több. hely. száma | Több. hely. össz. | Hely. össz. | Pont       | Helyezés   |
| Versenyző                           | Versenyszám  | Több. hely. száma | Hely.           | Több. hely. száma | Hely. | 1                              | 2                              | 3                              | 4                              | 5                              | 6                              | 7                              | 8                              | 9                              | Több. hely. száma | Több. hely. össz. | Hely. össz. | Pont       | Helyezés   |
| ----------------------------------- | ------------ | ----------------- | --------------- | ----------------- | ----- | ------------------------------ | ------------------------------ | ------------------------------ | ------------------------------ | ------------------------------ | ------------------------------ | ------------------------------ | ------------------------------ | ------------------------------ | ----------------- | ----------------- | ----------- | ---------- | ---------- |
| Peter Krick                         | Férfi egyéni | 6×8+              | 7.              | 5×16+             | 16.   | 11,0                           | 12,0                           | 12,0                           | 14,0                           | 9,0                            | 14,0                           | 12,0                           | 9,0                            | 11,0                           | 7×12+             | 76,0              | 104,0       | 1723,2     | 12.        |
| Jürgen Eberwein                     | Férfi egyéni | 9×25+             | 25.             | 7×22+             | 22.   | 24,0                           | 25,0                           | 24,0                           | 24,0                           | 24,0                           | 25,0                           | 23,0                           | 25,0                           | 25,0                           | 5×24+             | 119,0             | 219,0       | 1530,3     | 24.        |
| Monika Feldmann                     | Női egyéni   | 6×11+             | 11.             | 6×14+             | 13.   | 15,0                           | 11,0                           | 9,0                            | 9,0                            | 12,0                           | 9,0                            | 14,0                           | 9,0                            | 11,0                           | 6×11+             | 58,0              | 99,0        | 1687,1     | 10.        |
| Petra Ruhrmann                      | Női egyéni   | 5×16+             | 16.             | 5×18+             | 18.   | 22,0                           | 20,0                           | 17,0                           | 17,0                           | 16,0                           | 23,0                           | 18,0                           | 12,0                           | 16,0                           | 5×17+             | 78,0              | 161,0       | 1611,2     | 17.        |
| Eileen Zillmer                      | Női egyéni   | 5×12+             | 12.             | 5×21+             | 23.   | 20,0                           | 15,0                           | 20,0                           | 12,0                           | 18,0                           | 20,0                           | 16,0                           | 24,0                           | 26,0                           | 7×20+             | 121,0             | 171,0       | 1600,3     | 19.        |
| Margot Glockshuber Wolfgang Danne   | Páros        | 6×4+              | 3.              | 8×4+              | 3.    | 3,0                            | 3,0                            | 3,0                            | 3,0                            | 3,0                            | 3,0                            | 3,0                            | 4,0                            | 5,0                            | 7×3+              | 21,0              | 30,0        | 304,4      |            |
| Gudrun Hauss Walter Häfner          | Páros        | 7×7+              | 7.              | 7×9+              | 9.    | 6,0                            | 8,0                            | 8,0                            | 8,0                            | 6,0                            | 6,0                            | 8,0                            | 8,0                            | 9,0                            | 8×8+              | 58,0              | 67,0        | 293,6      | 8.         |
| Mariane Streifler Herbert Wiesinger | Páros        | 5×12+             | 12.             | 6×11+             | 11.   | 13,0                           | 11,0                           | 11,0                           | 10,0                           | 11,0                           | 10,0                           | 12,0                           | 10,0                           | 12,0                           | 6×11+             | 63,0              | 100,0       | 282,7      | 11.        |

## Sífutás
Férfi
| Versenyző                                                 | Versenyszám     | Eredmény      | Helyezés      |
| --------------------------------------------------------- | --------------- | ------------- | ------------- |
| Karl Buhl                                                 | 15 km           | 50:38,1       | 20.           |
| Karl Buhl                                                 | 30 km           | 1:42:52,2     | 31.           |
| Walter Demel                                              | 15 km           | 49:38,4       | 12.           |
| Walter Demel                                              | 30 km           | 1:37:49,2     | 9.            |
| Walter Demel                                              | 50 km           | 2:31:14,4     | 9.            |
| Klaus Ganter                                              | 15 km           | 52:30,0       | 39.           |
| Klaus Ganter                                              | 50 km           | nem ért célba | nem ért célba |
| Helmut Gerlach                                            | 15 km           | 52:21,8       | 38.           |
| Helmut Gerlach                                            | 50 km           | 2:41:55,8     | 33.           |
| Karlheinz Scherzinger                                     | 30 km           | 1:47:08,7     | 48.           |
| Herbert Steinbeißer                                       | 30 km           | 1:46:31,2     | 46.           |
| Siegfried Weiß                                            | 50 km           | 2:46:53,4     | 43.           |
| Helmut Gerlach Walter Demel Herbert Steinbeißer Karl Buhl | 4 × 10 km váltó | 2:19:37,6     | 8.            |

Női
| Versenyző                                     | Versenyszám    | Eredmény      | Helyezés      |
| --------------------------------------------- | -------------- | ------------- | ------------- |
| Barbara Barthel                               | 5 km           | 18:20,0       | 29.           |
| Barbara Barthel                               | 10 km          | nem ért célba | nem ért célba |
| Michaela Endler                               | 5 km           | 17:59,2       | 25.           |
| Michaela Endler                               | 10 km          | 41:01,1       | 26.           |
| Monika Mrklas                                 | 5 km           | 17:32,5       | 17.           |
| Monika Mrklas                                 | 10 km          | 39:58,2       | 20.           |
| Michaela Endler Barbara Barthel Monika Mrklas | 3 × 5 km váltó | 1:01:49,3     | 7.            |

## Síugrás
| Versenyző       | Versenyszám | 1. ugrás | 1. ugrás | 1. ugrás | 2. ugrás | 2. ugrás | 2. ugrás | Összesítés | Összesítés |
| Versenyző       | Versenyszám | Távolság | Pont     | Hely.    | Távolság | Pont     | Hely.    | Pont       | Helyezés   |
| --------------- | ----------- | -------- | -------- | -------- | -------- | -------- | -------- | ---------- | ---------- |
| Günther Göllner | Normálsánc  | 77,0     | 109,5    | 5.       | 70,5     | 97,6     | 22.      | 207,1      | 10.*       |
| Günther Göllner | Nagysánc    | 93,0     | 96,6     | 24.      | 85,0     | 86,9     | 30.*     | 183,5      | 29.        |
| Heini Ihle      | Normálsánc  | 75,5     | 102,6    | 22.      | 70,0     | 94,8     | 27.*     | 197,4      | 22.        |
| Heini Ihle      | Nagysánc    | 82,0     | 73,7     | 51.      | 84,5     | 82,7     | 41.      | 156,4      | 46.        |
| Franz Keller    | Nagysánc    | 90,5     | 93,6     | 33.      | 84,0     | 80,5     | 44.      | 174,1      | 36.        |
| Henrik Ohlmeyer | Normálsánc  | 75,0     | 104,8    | 14.      | 67,5     | 88,8     | 40.*     | 193,6      | 28.        |
| Henrik Ohlmeyer | Nagysánc    | 90,5     | 92,6     | 34.      | 86,0     | 85,3     | 37.      | 177,9      | 33.        |

* - egy másik versenyzővel azonos eredményt ért el

## Szánkó
| Versenyző                       | Versenyszám | 1. futam | 1. futam | 2. futam | 2. futam | 3. futam | 3. futam | Összesítés | Összesítés |
| Versenyző                       | Versenyszám | Idő      | Hely.    | Idő      | Hely.    | Idő      | Hely.    | Idő        | Helyezés   |
| ------------------------------- | ----------- | -------- | -------- | -------- | -------- | -------- | -------- | ---------- | ---------- |
| Fritz Nachmann                  | Férfi egyes | 58,54    | 16.      | 59,05    | 17.      | 58,82    | 16.      | 2:56,41    | 17.        |
| Leonhard Nagenrauft             | Férfi egyes | 57,87    | 7.       | 58,45    | 9.       | 58,39    | 9.       | 2:54,71    | 9.         |
| Hans Plenk                      | Férfi egyes | 57,30    | 2.       | 58,37    | 7.       | 58,00    | 6.       | 2:53,67    | 6.         |
| Wolfgang Winkler                | Férfi egyes | 58,08    | 10.      | 58,86    | 14.      | 58,41    | 10.      | 2:55,35    | 11.        |
| Angelika Dünhaupt               | Női egyes   | 49,34    | 4.       | 49,88    | 3.       | 50,34    | 2.       | 2:29,56    |            |
| Ute Gähler                      | Női egyes   | 49,78    | 10.      | 49,93    | 4.       | 50,71    | 7.*      | 2:30,42    | 8.         |
| Christa Schmuck                 | Női egyes   | 49,15    | 2.       | 49,84    | 2.       | 50,38    | 3.       | 2:29,37    |            |
| Wolfgang Winkler Fritz Nachmann | Kettes      | 48,58    | 3.       | 48,71    | 3.       |          |          | 1:37,29    |            |
| Hans Plenk Bernhard Aschauer    | Kettes      | 48,70    | 4.       | 48,91    | 5.       |          |          | 1:37,61    | 4.         |

* - egy másik versenyzővel azonos eredményt ért el